# 幸手インターチェンジ
幸手インターチェンジ（さってインターチェンジ）は、埼玉県幸手市にある首都圏中央連絡自動車道（圏央道）のインターチェンジである。当ICはダイヤモンド型インターチェンジを採用しており、五霞IC方面は東向き、久喜白岡JCT方面は西向きである。

## 歴史
- 2013年（平成25年）12月24日：当IC名称が「幸手IC」で正式決定[3]。
- 2015年（平成27年）3月29日：久喜白岡JCT - 境古河IC間開通に伴い、供用開始[2][1][4]。
- 2023年（令和5年）3月31日：久喜白岡JCT - 幸手IC間が4車線化[5]。
- 2025年（令和7年）3月14日：幸手IC - 五霞IC間が4車線化[6]。

## 周辺
- 幸手中央地区産業団地 - 当インターチェンジ東側隣接
- 幸手市民文化体育館（アスカル幸手）
- 幸手市保健福祉総合センター（ウェルス幸手）
- 東埼玉総合病院
- 幸手都市ガス本社
- 日本保健医療大学 幸手北キャンパス
- 日本保健医療大学 幸手南キャンパス
- ヨークマート 幸手店
- サンドラッグ 幸手店

## 接続する道路
- 直接接続
  - C4首都圏中央連絡自動車道(71番)
  - 埼玉県道383号惣新田幸手線

## 料金所

### 久喜白岡JCT・鶴ヶ島JCT・八王子JCT方面
- レーン数：2
  - ETC専用：1
  - 一般・ETCレーン：1

### つくばJCT・大栄JCT方面
- レーン数：2
  - ETC専用：1
  - 一般・ETCレーン：1

当ICの一般レーンは料金精算機による精算となっている。

## 隣
C4 首都圏中央連絡自動車道
(62)白岡菖蒲IC - (70)久喜白岡JCT - (71)幸手IC - (72)五霞IC